# Topola-S
Topola-S – specjalistyczny pojazd saperski, zbudowany na podwoziu samochodu Iveco Daily przez firmę AMZ-Kutno. Pojazd wyposażony jest w specjalny pojemnik przystosowany do przewozu ładunków o równowartości siły wybuchu 3,5 kg trotylu. Pojazd może przewieźć sześcioosobowy patrol rozminowania z pełnym wyposażeniem.
W 2013 roku Inspektorat Uzbrojenia MON zamówił 44 pojazdy tego typu, które maja trafić na wyposażanie patroli rozminowania w całym kraju. Mają zastąpić przestarzałe pojazdy marki Honker.

## Galeria

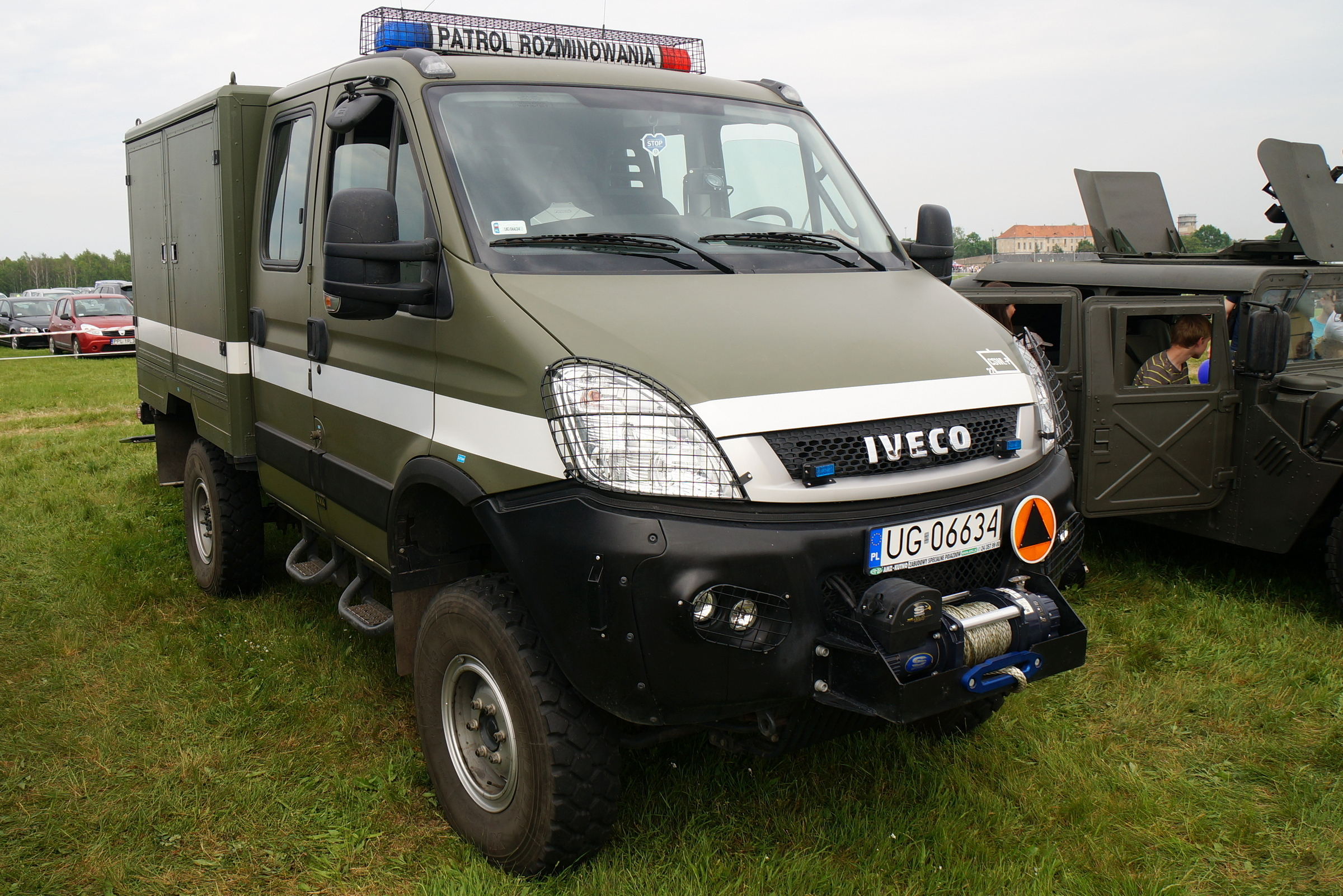
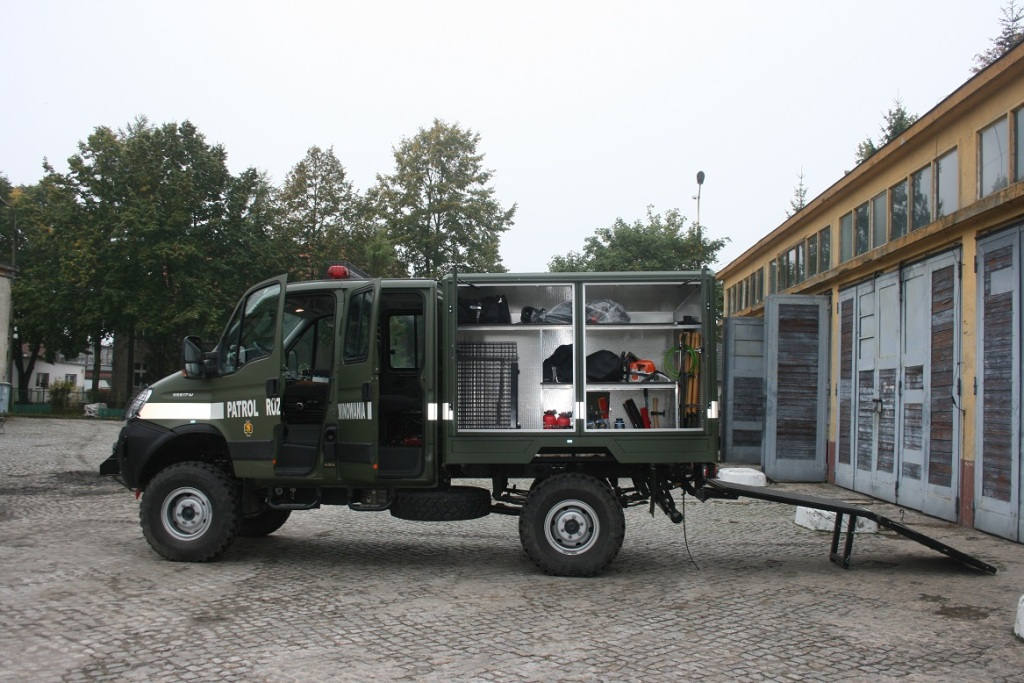
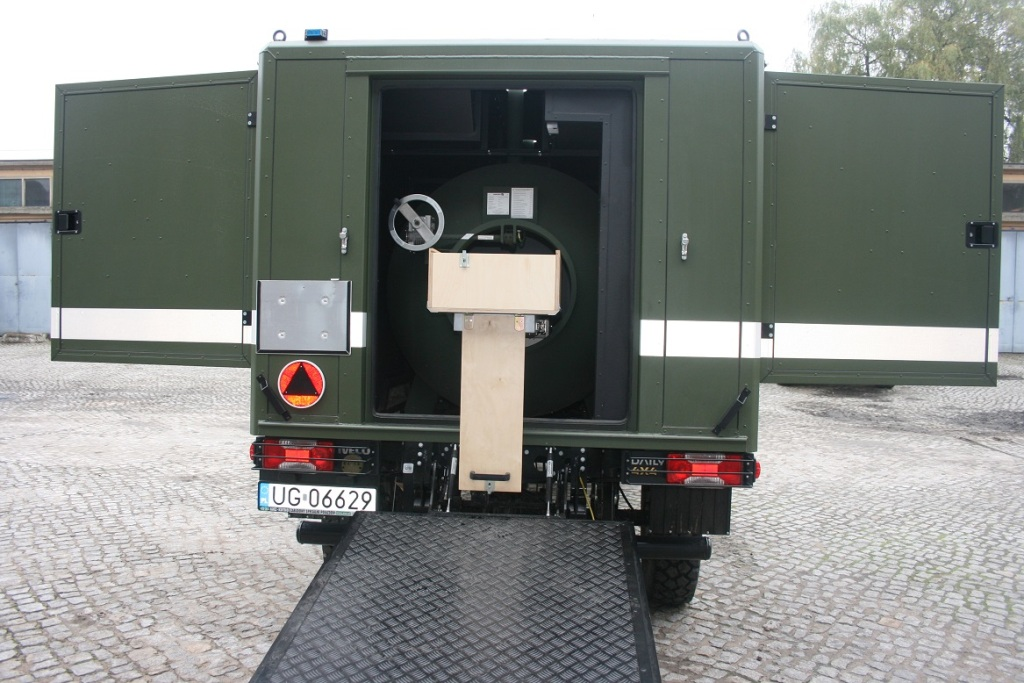
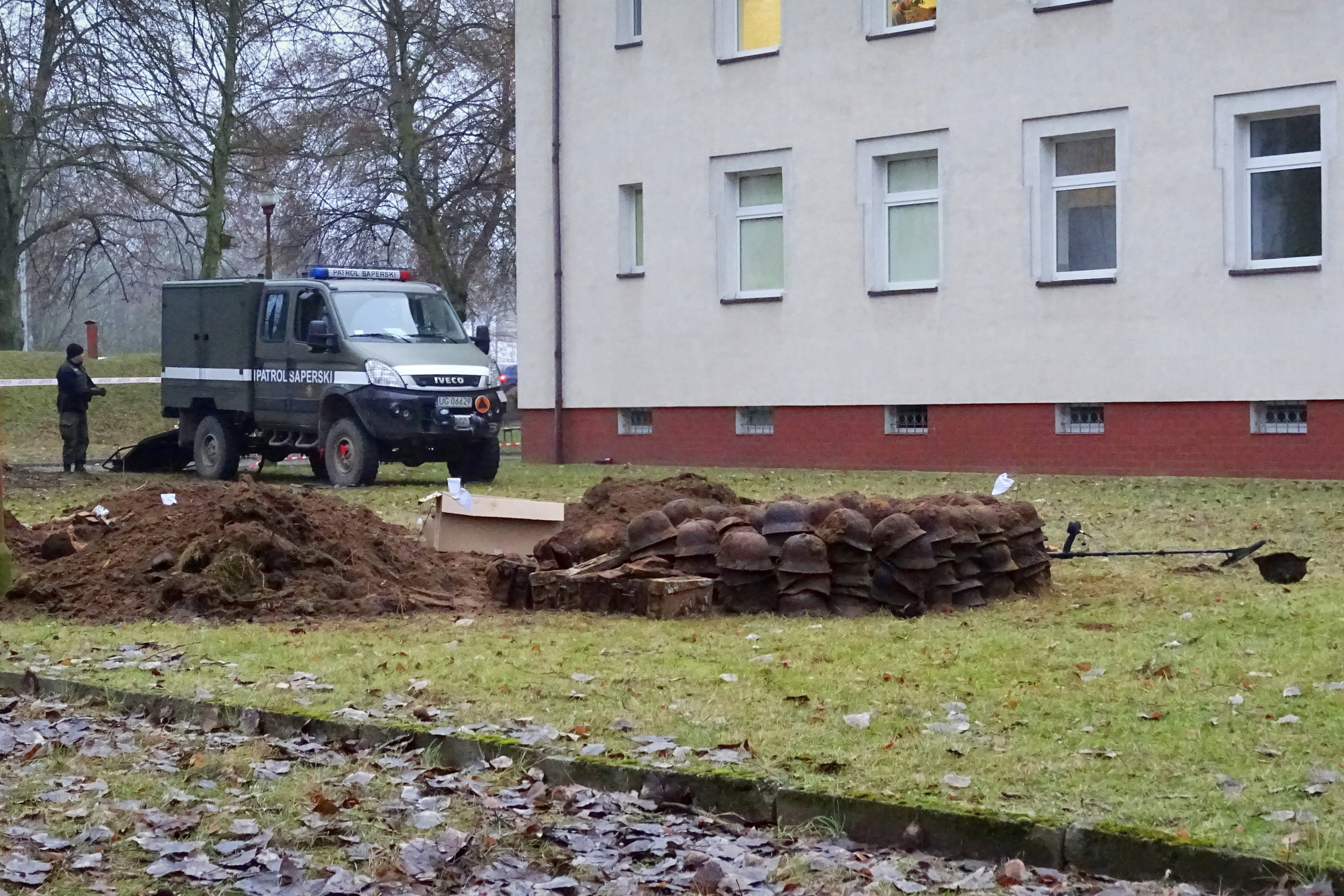
Podczas interwencji